# 洛伦佐·吉贝尔蒂
洛伦佐·吉贝尔蒂（Lorenzo Ghiberti），本名洛伦佐·迪·巴尔托洛（Lorenzo di Bartolo，1378年—1455年12月1日）是意大利文艺复兴初期雕塑家。
吉贝尔蒂出生在佛罗伦萨。他的父亲巴尔托魯西奧·吉贝尔蒂是一位训练有素的艺术家和金匠，在黄金贸易中训练他的儿子。后来洛伦佐·吉贝尔蒂前往巴托鲁西奥·德·米歇尔（Bartoluccio de Michele）的作坊工作，伯鲁乃列斯基也在那里接受培训。当1400年黑死病袭击佛罗伦萨时，吉贝尔蒂移居罗马涅（Romagna），在那里协助完成了卡罗马拉泰斯塔（Carlo I Malatesta）城堡的壁画。
吉贝尔蒂首次出名是在1401年击败伯鲁乃列斯基，赢得佛罗伦萨圣若望洗礼堂第一套青铜大门的竞赛。最初的计划是描绘旧约奉献以撒的情景，但是后来改为描绘新约的情景。
为了完成这一委托，他设立了一个大型作坊，许多艺术家在其中培训，包括多那太罗、马佐利诺、米开罗佐、保罗·乌切洛和安东尼奥·波拉尤奥罗。吉贝尔蒂重新发明了青铜的脱蜡铸造（古罗马人曾经使用）。这使得他的作坊对于年轻的艺术家特别亲密。
当他的第一套28块面板完成时，吉贝尔蒂又得到委托在教堂门口完成第二套，这一次的场景来自旧约，他没有再创作28块面板，而是改为完全不同风格的10个矩形场景。它们更为自然，运用透视，也更为理想化。米开朗基罗称为这些场面为“天堂之门”。“天堂之门”被公认是人文主义的纪念碑。
后来他受命完成佛罗伦萨圣弥额尔教堂壁龛内的几尊镀金铜像，包括施洗约翰（羊毛商人行会）、马太（银行公会）和司提反（羊毛制造商行会）。
他还是古典文物收藏家和历史学家，积极参与传播人文主义思想。他未完成的《述评》（Commentarii）是关于文艺复兴时期艺术的宝贵的文献资料，也包含了第一部艺术家的自传。这部著作成为乔尔乔·瓦萨里的《艺苑名人传》重要的参考文献。
吉贝尔蒂在佛罗伦萨去世，享年77岁。
奥古斯特·罗丹的地狱之门受到“天堂之门”的启发。

## 图片

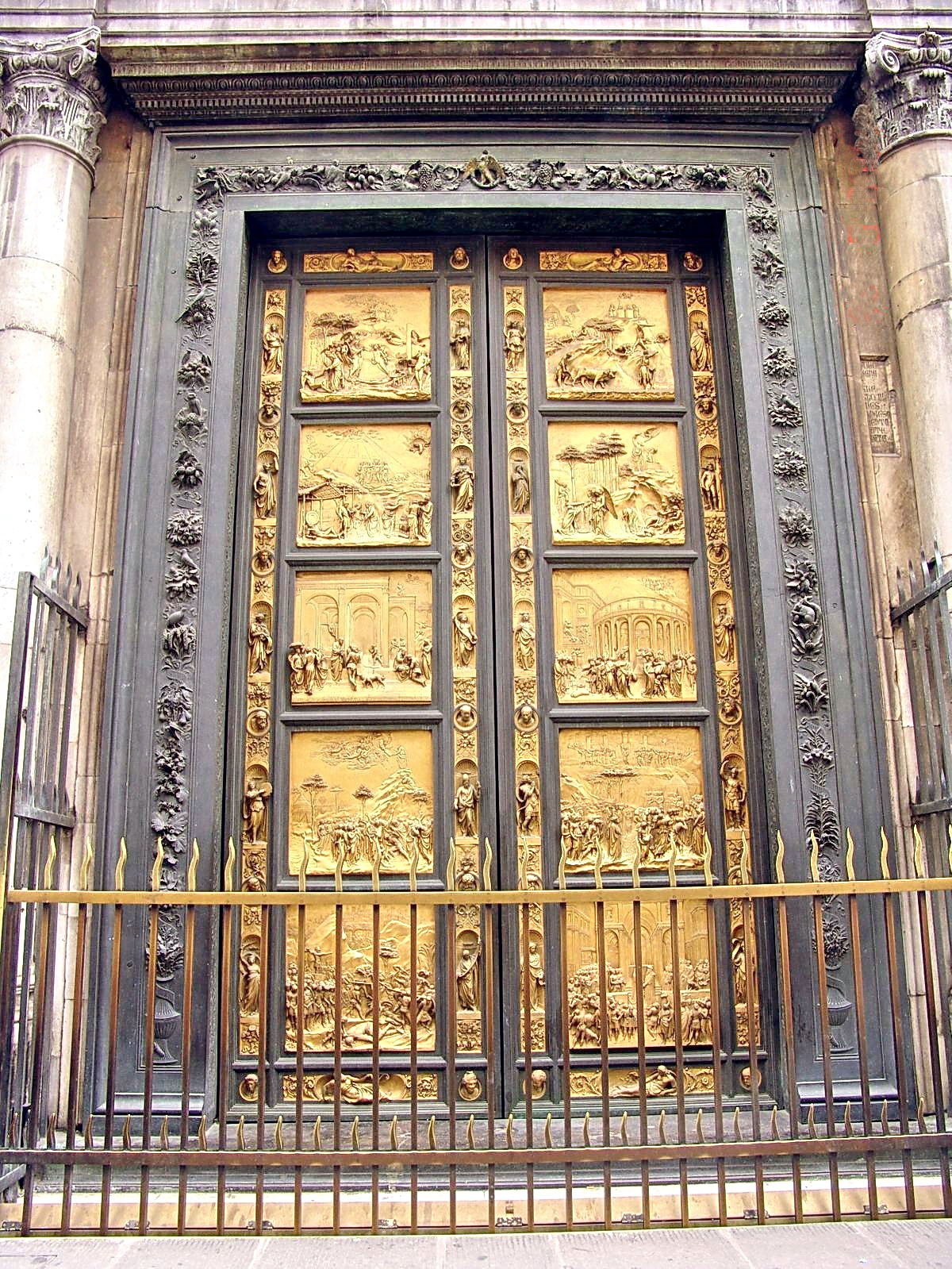
“天堂之门”
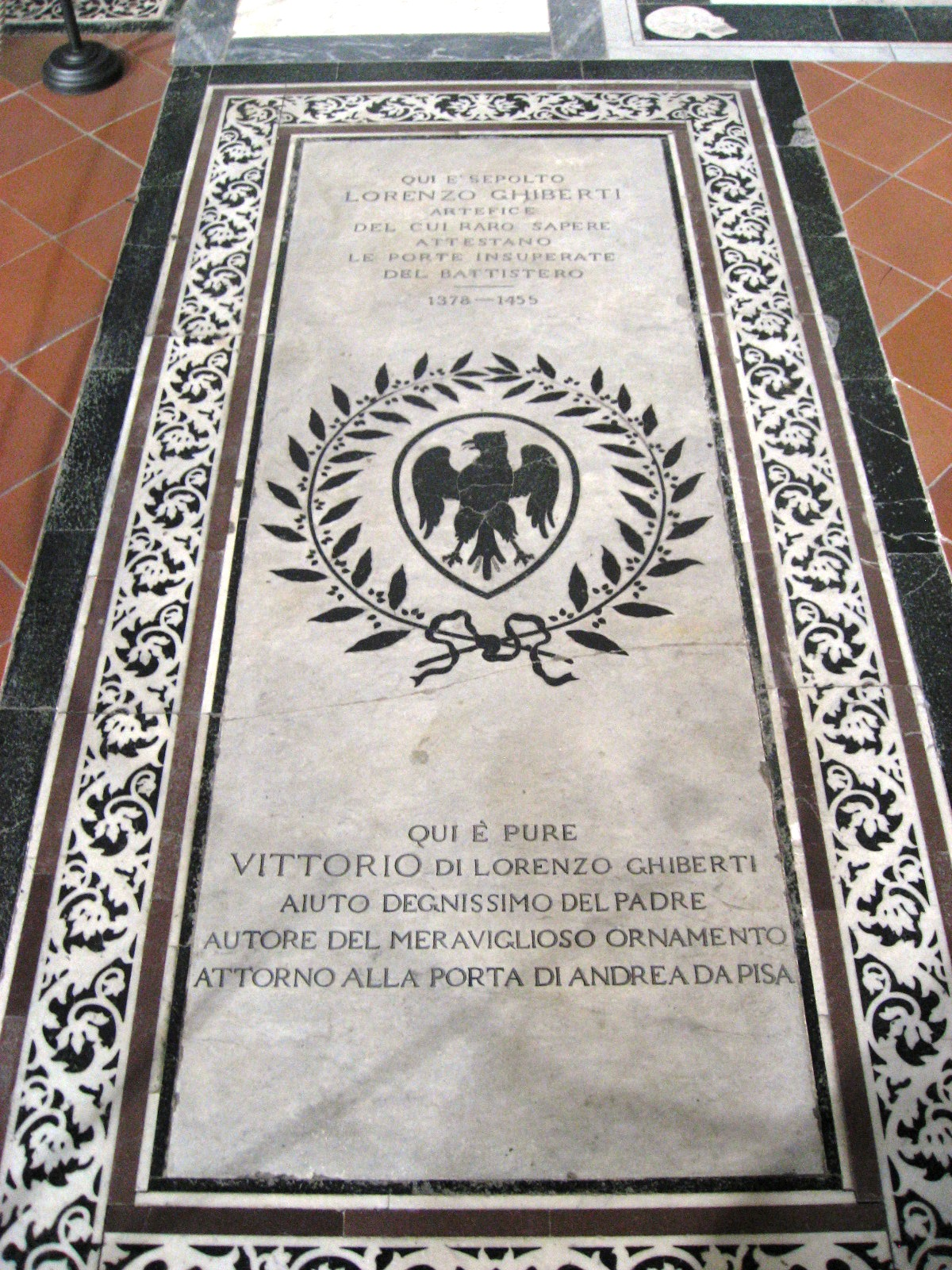
佛罗伦萨圣十字大殿的吉贝尔蒂墓